# Wuhan Jianghan University FC
Der Wuhan Jianghan University Football Club ist ein chinesischer Frauenfußballklub mit Sitz in Wuhan.

## Geschichte
Der Klub wurde im Jahr 2001 als Kooperation zwischen der Jianghan University und der Wuhan Football Association gegründet.
Im Jahr 2017 wurde der Klub Meister in der zweitklassigen League One und stieg somit in die Super League auf. In der ersten Saison hier platzierte sich die Mannschaft auf dem vierten Platz. Dieselbe Platzierung gelang auch in der Folgesaison, bis man nach Ende der Saison 2020 auf dem ersten Platz erst einmal landete. Hiernach musste man aber diesmal noch in eine Meisterrunde, an deren Ende man auch das Finalspiel um die Meisterschaft erreichte, dies gewann man dann auch mit 4:0 über Jiangsu Suning und wurde so erstmals Meister. In der Saison 2021 konnte der Meistertitel erneut über einen Sieg gegen Jiangsu verteidigt werden. Das Gleiche gelang dann auch nach der Saison 2022, welche man zudem mit vierzehn Siegen in Serie startete.